# Adrana tellinoides
Adrana tellinoides is een tweekleppigensoort uit de familie van de Nuculanidae. De wetenschappelijke naam van de soort is voor het eerst geldig gepubliceerd in 1823 door G.B. Sowerby I.